# عهدنامه گردان
عهدنامه کردن (Treaty of Kerden) عهدنامه‌ای میان افشاریان ایران و امپراتوری عثمانی بود که در ۴ سپتامبر ۱۷۴۶ منعقد شد.

## زمینه عهدنامه
در واپسین روزهای امپراتوری صفوی، عثمانی‌ها قادر گشتند که برخی از مناطق غرب و شمال غرب ایران از جمله قفقاز را به تصرف خود درآورند. از طرف دیگر افغان‌ها نیز حملاتی را به سمت مناطق شرقی ایران از جمله خراسان ترتیب می‌دادند؛ بنابراین شاه صفوی، مجبور به انتصاب نادر شاه افشار به مقام فرماندهی کل قوا شد. ایرانیان تحت فرماندهی نادر شاه افشار توانستند بسیاری از مناطق اشغالی را از سلطه عثمانی درآورند. پس از آنکه نادر شاه توانست پیروزی‌های بسیاری کسب کند و بیگانگان را از خاک‌های ایران بیرون ببرد، تصمیم به انحلال سلسله صفوی و تأسیس یک امپراتوری دیگر با نام افشاریان گرفت. نادر پس از بدست آوردن مناطق پیشین ایران، تصمیم به حمله به مناطق شرقی عثمانی (شرق آناتولی و عراق) گرفت. او در پی این تصمیم به لشکرکشی به آن مناطق روی آورد و توانست پیروزی‌های بسیاری بدست آورد و معاهده استانبول (۱۷۳۶) را به عثمانی‌ها تحمیل کند. پس از مدتی از این عهدنامه، حکومت عثمانی در صدد پس‌گیری مناطق از دست داده در عهدنامه استانبول بود بنابراین حمله به مناطق مذکور را آغاز کرد. از طرفی نادر شاه (میان سال‌های ۱۷۴۳–۱۷۴۶) به مناطق مذکور حمله‌ای دوباره برد و همچنین پیشنهاد داد تا این دو مرکز اسلام (ایران به عنوان مرکز شیعه و عثمانی به عنوان مرکز سنی) با یکدیگر آشتی کنند. پس از آن او به عثمانی‌ها فشار آورد که مذهب شیعه را به عنوان مذهب شرعی از اسلام به رسمیت بشناسند.

## موارد قرارداد
این عهدنامه در نزدیکی شهر قزوین به امضا رسید. طرف ایرانی مشارکت‌کننده حسن علی حاجی و طرف عثمانی آن مصطفی نظیف بود.
1. خط مرزی میان دو کشور به همان خط مرزی تعیین شده در عهدنامه قصرشیرین (۱۶۳۹) بازگشت.
2. عثمانی حکومت افشاریان را به عنوان حاکم ایران به رسمیت شناخت.
3. عثمانی پذیرفت که به زائران ایرانی اجازه دهد که به مکه بروند.
4. تبادل کنسولگری (شهبندر) برای هر دو کشور اجازه داده شد.
5. هر دو کشور پذیرفتند تا اسیران جنگی خود را مبادله کنند.
6. عثمانی مذهب شیعه را به عنوان مذهب شرعی اسلام پذیرفت.